# Marind-Anim
I Marind-Anim, o Marindu, sono un popolo che vive nel sud della Nuova Guinea appartenente alla etnia dei Papuani. Vivono nella provincia di Papua in Indonesia. Occupano un vasto territorio, che si trova su entrambe le sponde del fiume Bian, da circa 32 chilometri a est di Merauko fino alla foce del fiume Moeli a ovest (tra l'isola di Frederik Hendrik e la terraferma, a est dell'isola di Yos Sudarso, principalmente a ovest del mare fluviale.
Tradizionalmente la struttura sociale dei Marindo era caratterizzata da un sistema di clan. Una tribù Marinda era divisa in moitim, ciascuna composta da clan patrilineari. Questi clan sono suddivisi in sottoclan.
In passato, i Marinda erano famosi per la caccia alle teste. Questo era radicato nel loro sistema di credenze e legato al nome del neonato. Il teschio probabilmente conteneva una forza simile a una mano.
I Marinda sono anche noti per la loro cultura sessuale. I rapporti rituali con le donne avrebbero luogo il giorno del matrimonio di una ragazza, quando dopo la cerimonia fa sesso con il partner maschio del suo nuovo partner prima di fare sesso con il proprio marito. Questa relazione cerimoniale ha luogo anche in altri momenti, ad esempio dopo che la donna ha partorito.
La cultura di Marinda è stata studiata da diversi etnologi e missionari. Ad esempio, lo svizzero Paul Wirz, il tedesco Hans Nevermann e l'antropologo culturale olandese Jan van Baal, governatore della Nuova Guinea olandese dal 1953 al 1958.
Le lingue Marinda formano una piccola famiglia delle lingue Trans-Nuova Guinea.